# Lea Hill
Lea Hill és una població dels Estats Units a l'estat de Washington. Segons el cens del 2000 tenia 10.871 habitants.

## Demografia
Segons el cens del 2000, Lea Hill tenia 10.871 habitants, 3.644 habitatges, i 2.878 famílies. La densitat de població era de 716,3 habitants per km².
Dels 3.644 habitatges en un 45,7% hi vivien nens de menys de 18 anys, en un 65% hi vivien parelles casades, en un 9,7% dones solteres, i en un 21% no eren unitats familiars. En el 13,4% dels habitatges hi vivien persones soles el 2,1% de les quals corresponia a persones de 65 anys o més que vivien soles. El nombre mitjà de persones vivint en cada habitatge era de 2,98 i el nombre mitjà de persones que vivien en cada família era de 3,29.
Per edats la població es repartia de la següent manera: un 31,5% tenia menys de 18 anys, un 8,7% entre 18 i 24, un 33,6% entre 25 i 44, un 20,9% de 45 a 60 i un 5,3% 65 anys o més.
L'edat mediana era de 33 anys. Per cada 100 dones de 18 o més anys hi havia 97,9 homes.
La renda mediana per habitatge era de 65.706 $ i la renda mediana per família de 70.691 $. Els homes tenien una renda mediana de 47.848 $ mentre que les dones 33.504 $. La renda per capita de la població era de 26.767 $. Aproximadament el 3% de les famílies i el 5,9% de la població estaven per davall del llindar de pobresa.

## Poblacions més properes
El següent diagrama mostra les poblacions més properes.